# Renzo Rosso (entrepreneur)
Pour les articles homonymes, voir Renzo Rosso.
Renzo Rosso, né le 15 septembre 1955 à Brugine, dans la province de Padoue, en Vénétie, est un styliste et un homme d'affaires italien, fondateur de la marque de vêtements Diesel. Surnommé « le génie du jean » par Suzy Menkes, il est le président du groupe OTB, compagnie mère des marques Maison Margiela, Marni, Viktor & Rolf, Diesel, Staff International (producteur et distributeur de DSquared², Just Cavalli, Vivienne Westwood), et Brave Kid. Il est aussi le fondateur de la Fondation Only The Brave, une association à but non lucratif. Rosso est également le président de Red Circle Investments, de la Diesel Farm à Marostica en Vénétie, du Pelican Hotel à Miami et de Bassano Virtus 55 Soccer Team, l’équipe de football professionnelle de sa ville d’origine, Bassano del Grappa en Vénétie.

## Jeunesse
Rosso est né dans le village de Brugine dans le nord-est de l’Italie, en Vénétie. Ses parents étant fermiers, il a grandi dans de simples conditions, donnant souvent un coup de main à ses parents après l’école. Conscient de la vie difficile et laborieuse qu’inclut le métier de fermier, Renzo Rosso aspire à un avenir différent. C’est pourquoi il commence, en 1970, à étudier la fabrication du textile au Marconi Technical Institute de Padoue. C’est là qu’il crée, à l’âge de 15 ans, son tout premier vêtement à l’aide de la machine à coudre Singer de sa mère : un jean taille-basse et pattes d’éléphant. Dès lors, il ne cesse de réinventer et d’expérimenter différents modèles de jeans, les offrant à ses amis ou les vendant à son université pour environ 3500 lires (soit l’équivalent de 24 euros selon le taux de change actuel). En 1973, il commence à étudier l’économie à l’Université de Venise et, afin de financer ces dernières et en plus d’aider son père à la ferme, se fait embaucher comme mécanicien puis comme charpentier. 

## Diesel

### Les débuts de Diesel

Diesel logo

Rosso sort de l’Université de Venise en 1975 et commence à travailler comme directeur de production chez Moltex, un fabricant local de vêtement spécialisé dans la production de pantalons pour différentes marques italiennes de prêt-à-porter. La société mère de Moltex, le groupe Genius, est dirigée par Adriano Goldschmied qui deviendra rapidement le mentor de Renzo Rosso et un futur partenaire commercial. Pendant les deux premières années de Rosso chez Moltex, l’entreprise a connu une croissance florissante et très rapide. En 1978, après avoir parvenu à développer la production de l’entreprise, et cela beaucoup plus que Goldschmied pouvait l’espérer et imaginer, Renzo émet le souhait de quitter la compagnie afin de lanver sa propre affaire. Cependant, Goldschmied parvient à le convaincre de rester en lui offrant 40 % des parts de Moltex et accepte de construire une nouvelle entreprise avec lui. C’est ainsi qu’est née Diesel. Du fait de ce tout nouveau partenariat, Rosso devient également un actionnaire du Genius Group, qui réunissait des marques comme Replay, King Jeans ou Vivai et est à l’origine de l’enseigne Goldie pour laquelle Katharine Hammet a dessiné une collection, avant Diesel et beaucoup d’autres.
Le nom Diesel a été choisi pour cette marque en référence au « diesel », considéré comme le « carburant alternatif » en cette période de crise pétrolière. Rosso et Goldschmied aimaient l’idée que leur marque puisse de ce fait être perçue comme une marque de jeans alternative, en contraste avec les marques de vêtements casual dominant le marché. En plus de cela, il s’agit d’un terme international prononcé de la même façon à travers le monde, ce qui est très important pour Rosso car il a très rapidement compris que le marché de la mode n’était pas séparé par des frontières mais par des modes de vie et de consommation. En 2004, après avoir très étroitement suivi ces valeurs fondamentales pendant près de vingt ans, CNN qualifie Diesel comme "la première marque à croire réellement à l’existence d’un village mondial et à l’accueillir les bras grand ouverts". Dans un article du New York Times paru en août 2013, il a été estimé que Diesel aurait vendu plus de 100 millions de jeans depuis 1978.

### L'acquisition de Diesel
En 1985, Rosso veut obtenir la liberté créative en plus de la direction de l’entreprise et prend le contrôle complet de la compagnie en vendant ses parts du Genius Group, à ce moment société propriétaire de Diesel, pour le reste des parts de Goldschmield dans Diesel. À la suite du lancement de Diesel Kid l’année suivante, à l’époque appelée Dieselito, les ventes de Diesel ont atteint les 5 millions de dollars annuels. En voulant se concentrer sur le denim, Rosso commence à expérimenter différents traitements dans le processus de fabrication du jean, entre autres avec des pierres et des remous.

### Diesel dans les années 1990
Pendant le début des années 1990, Rosso projette Diesel dans le monde de la mode[non neutre] et pose les bases d’une insertion sur les marchés mondiaux. En 1991, la compagnie lance une série de campagnes publicitaires à succès appelée « Guides for Successfull Living ». En 1992, cette campagne, pourtant la toute première de la marque, gagne le Grand Prix du Cannes Lions International Advertising Festival, l’une des récompenses les plus importantes dans le milieu de la publicité au niveau mondial. Plus tard dans la même année, Diesel diffuse une campagne à la télévision.

#### Diesel Farm
A la fin de 1992, Rosso rachète une ferme non loin du siège de Diesel à Molvena, en Vénétie, où il commence à produire son propre vin et huile d’olive sous le nom de la « Diesel Farm ». Le but de cet achat était initialement un simple mais beau cadeau pour son père qui, avant cela, continuait à se questionner et manquait de confiance dans le choix de carrière de son fils. C’est à la suite de ce geste qu’il parvint réellement à comprendre à quel point son fils était désormais devenu un homme d’affaires véritable et accompli. Au moment de l’acquisition de la ferme et de ses champs, celle-ci était menacée de se retrouver séparée en plusieurs terrains auprès de plusieurs acheteurs. Mais Rosso a pu anticiper cet événement en rachetant la propriété entière. Aujourd’hui, les champs et les bâtiments de l’ancienne ferme sont considérés comme une réserve naturelle.

#### 55DSL
En 1994, Rosso lance une nouvelle ligne sportive et sous-marque, appelée 55DSL, inspirée par la passion du snowboard qu’il partage avec ses fils. La première collection, composée de 55 pièces, s’est appelée « FW94, Subzero Winter ». La même année, 55DSL devient la première ligne de vêtements à habiller les compétitions de snowboard[réf. souhaitée] à travers le monde en commençant avec les championnats de Riksgränsen, en Suède. Ces championnats ont abrité les débuts de nombreux pionniers du snowboard, devenus maintenant légendaires, tels que Todd Richards ou Peter Lince. Dans les années qui suivent, 55DSL se transforme progressivement en marque indépendante et à part entière et quitte les locaux de Diesel à Molvena en Italie, pour partir s’installer en Suisse, à Balerne. Elle y restera jusqu’en 2005, avant de relocaliser son siège en Italie. À partir du milieu des années 2000, la marque est dirigée par son Directeur Créatif, le fils ainé de Renzo Rosso, Andrea Rosso, qui, après avoir appris la couture dès l’âge de treize ans et commencé en tant que contrôleur de qualité auprès des usines Diesel à seize ans, est parti à New York afin de terminer ses études supérieures au Fashion Institute of Technology. 55DSL s’est alors donné les moyens de devenir une marque urbaine et streetwear  reconnue, en particulier du fait de ses collaboration, aussi bien avec des artistes indépendants comme Eric Haze, Alex Fakso, et Turbokrafen ; des sportifs comme  Joel Tudor, Tony Hawk, Steve Berra et Lukas Hoffman ; des musiciens tels que Steve Aoki ou les Bloody Beetroots; les fondations d’art Poo on Art et Two Steps Back et des marques comme Adidas, Coca-Cola Zero, MTV, EA Sports, Yoox, Manhattan Portage ou Panini.

#### Le Pelican Hotel
Toujours en 1994, Rosso rouvre le Pelican Hotel à Miami, dans le quartier de South Beach. Cet hôtel, au style Art Déco construit en 1939, est restauré sous la supervision de l’Equipe Créative de Diesel après que Rosso ait eu un véritable coup de cœur pour le bâtiment en 1991 et l’achète un mois plus tard[source insuffisante]. A l’intérieur, le style est très retro, assez kitsch. Le design de chaque chambre a été réfléchi indépendamment les uns des autres, la décoration de chacun est unique et différente. C’est une énième contribution à l’image du « Successful Living », soit le mode de vie que veut diffuser Diesel[réf. souhaitée]. Quelques années plus tard, l’hôtel est désigné par le quotidien anglais The Independent comme l’un des « meilleurs fashion hôtels » du monde parmi ceux de Missoni, Armani, Bulgari et Ralph Lauren, tous ouverts après le Pelican.

#### Diesel à la fin des années 1990
Dans la seconde moitié des années 1990, Diesel continue d’ignorer les règles classiques du marketing. Ceci est le résultat de l’ambition qu’a Renzo Rosso à vouloir toujours plus innover et son aspiration à travailler avec les agences et des photographes créatifs, comme David LaChapelle, Terry Richardson, Ellen von Unwerth, Rankin, ou Erwin Olaf.

### Diesel dans les années 2000
Les années 2000 ont permis d’agrandir la place de Diesel sur le marché mondial de la mode, en grande partie grâce à l’ouverture de nombreuses boutiques en propre, d’une série de collaborations de marque, et par l’expansion de la stratégie commerciale de Diesel,.

#### Publicités et campagnes
Au début des années 2000, Renzo Rosso et Diesel commencent à mettre en place dans leur stratégie marketing globale un état d’esprit. Dans une étude du Times sur l'innovation dans les entreprises l’essor de Diesel dans le début des années 2000 serait en grande partie dû à ce choix stratégique. Ce rapport de recherche conclut que “Diesel est une expérience qui interagit et divertit ses clients à travers une relation bien plus poussée que les autres marques.”.
En 2007, cette approche prend une nouvelle tournure, menant ainsi à la Heisties, se moquant du phénomène de Téléréalité et devenant une des premières campagnes publicitaires d’une marque de mode entièrement diffusée sur internet. Il met en scène deux mannequins enfermés dans une pièce et exécutant les ordres que leur donnent les internautes[réf. souhaitée]. Ces mannequins incarnent ainsi le rôle de deux femmes mentalement déséquilibrées qui, voulant vivre leurs quart d'heure de célébrité, ont pris en otage un vendeur de chez Diesel Intimate, se sont enfermées dans une chambre d’hôtel et piraté le site internet de la marque afin d’être sélectionnées pour la prochaine campagne de publicités Diesel. Le vendeur est présenté comme travaillant chez « Diesel Intimate » car cette campagne se trouvait être en réalité pour le lancement d’une nouvelle ligne de lingerie plus intime et de maillots de bain de la marque. La campagne connait lesuccès et atteint plus de 100 000 vues en une journée de diffusion. Elle est récompensée la même année au Cannes Lions International Advertising Festival.
Le 11 octobre 2008, Diesel célèbre le 30e anniversaire de l'entreprise en organisant 17 soirées à travers le monde toutes diffusées en ligne sur une durée de 24 heures. L’ouverture s’est faite à Tokyo, puis les live stream se sont enchainés dans diverses villes du monde pour finalement se terminer à New York, en présence de Renzo Rosso,.

#### Support de la créativité
Au début des années 2000, Rosso pousse Diesel à continuer d’investir une partie de son budget dans la communauté créative, en finançant l’intégration et le support de jeunes talents créatifs. Ceci a ainsi mené à des projets d’initiation comme Diesel:U:Music,4560 Diesel New Art ainsi que Diesel Wall.
En 2001, Diesel:U:Music a été créé avec pour objectif de supporter des groupes de musique sans contrat avec une maison de disque et comme réaction à une Industrie musicale beaucoup trop commerciale. Constitué d’un jury indépendant d’artistes et de producteurs tels que Ian McCulloch, Mark Ronson, et Ronnie Wood, Celui-ci passe chaque année en revue des milliers de démos du monde entier et choisi un groupe vainqueur. 
En 2003 et 2004, Diesel commence à supporter de jeunes artistes locaux avec les compétitions Diesel New Art et Diesel Wall. Diesel New Art a été ouvert aux artistes diplômés travaillant dans différents médias afin de sponsoriser l’artiste gagnant avec des expositions en solo, des participations à des événements artistiques internationaux ou des promotions dans des catalogues publiés à l’international. A travers le Diesel Wall, la compagnie achète en fait de larges et neuves façades dans de grandes villes mondiales et les transforme en espace d’exposition populaire. Les travaux artistiques gagnants sont élus par un jury indépendant.

## OTB
Début des années 2000, Rosso commence à investir dans de nouveaux créateurs et sociétés de mode qu’il admire pour leur créativité, mais manquant souvent de stabilité financière ; il émerge alors comme un grand joueur indépendant dans le milieu de la mode.En 2000, Rosso réalise sa première acquisition en achetant Staff International et crée en 2008 le groupe OTB (sigle d'Only The Brave). En février 2013, le groupe possèdera Maison Margiela, Marni, Viktor & Rolf, Diesel et Staff International,. Le groupe compte aujourd’hui plus de 7 500 employés à travers le monde.

### Staff international
En octobre 2000, Rosso rachète Staff International, une entreprise italienne de production et de distribution de marque de mode comme  Vivienne Westwood et Martin Margiela. Staff International a acquis une forte réputation dans le secteur du prêt-à-porter lui permettant de travailler pour des marques et designers comme Karl Lagerfeld, Emanuel Ungaro, Valentino, Costume National, Clements Ribeiro et Missoni, parmi beaucoup d'autres, tout en abritant la production de Maison Margiela et MM6. À la suite de cet investissement, Staff International rachète les licences de Dsquared2, en 2001, Just Cavalli en 2011 et Marni en 2015.

### Maison Margiela
En 2002, Rosso rachète la majorité des parts de Maison Margiela. Comme Rosso, Martin Margiela a toujours eu une profonde admiration pour le vintage et l’authenticité. Dans les années 1990, il devient célèbre pour son concept de déconstruction, avec lequel il récupère de vieilles perruques, toiles et écharpes de soie vintages pour les transformer. D’autres similarités entre eux se manifestent également à travers les méthodes alternatives de Maison Margiela en marketing et en communication pour lesquelles le designer a toujours refusé de se montrer ou de donner des interviews en face à face, et a toujours préféré que les relations avec les médias se fassent par email ou par Fax. Depuis le début des années 2000, il est reconnu comme l’un designers influent et énigmatique de l’histoire de la mode. En décembre 2009, on apprend que Martin Margiela a décidé de quitter silencieusement la marque de mode.
Dans une interview pour Women's Wear Daily en 2004, exprime son admiration pour Maison Margiela. Après cette phase d’investissement de Rosso pour améliorer les ventes et la production en ouvrant plus de boutiques et en créant de nouvelles lignes de produits, le chiffre d’affaires de Maison Margiela est monté de 15 millions d’euros en 2002 à plus de 30 millions d’euros en 2005. In 2008 the company showed profitability for the first time since the acquisition, reaching sales above €60 million. Dans une interview avec Suzy Menkes en 2005, Renzo Rosso explique ce succès comme le résultat d’une nouvelle structure managériale pour la compagnie, mise en place par lui-même dans l’objectif de donner à Maison Margiela à la fois plus de liberté et de temps pour laisser vivre sa créativité. « Il peut juste créer, je m’occupe de tout le reste ». En plus de cela, Renzo Rosso raconte que Martin Margiela lui-même était toujours très indépendant, et dit d’ailleurs « La marque est toujours 100 % Margiela, il vérifie chaque détail de la fabrication, chaque essayage… Je peux lui faire des propositions mais il peut refuser ».
Durant les premières années qui ont suivi l’acquisition, de nombreuses rumeurs de problèmes entre ces deux acteurs de la maison se sont propagées. Cependant, celles-ci ont souvent été niées par les deux côtés. Dans un échange de lettres unique entre Malcolm McLaren et Martin Margiela, publié par le New York Times en 2005, McLaren demande ce que ça fait de travailler pour le "cowboy vantard et tenace" Renzo Rosso. La réponse de Margiela fut "Nous sommes très heureux de la tournure que notre collaboration est en train de prendre. Renzo nous a apporté plus de stabilité, autant financière que culturelle – nous grandissons ensemble, de la meilleure manière possible".

### Viktor & Rolf
En juillet 2008, Rosso rachète la majorité des parts de Viktor & Rolf.

### Marni
Le 20 décembre 2012, OTB s’offre une part non divulguée mais majoritaire des actions de l'entreprise italienne Marni. Dans une note pour le New York Times, Rosso annonce à Suzy Menkes qu’il croit sincèrement pouvoir aider Marni à atteindre ses « nouveaux incroyables objectifs  » Dans une interview pour WWD, il explique que Marni « représente exactement le concept de la mode que je souhaiterai associer à OTB – un style à la fois unique, reconnaissable, individuel, frais et moderne ; un réseau international ».
Après des mois de spéculation,  le rachat est bien accueilli dans l’univers de la mode. WWD exprime cette entente comme une aide concrète et élaborée pour que Marni s’exporte à l’international. Bien que l’Italie soit un pays important en termes de mode, de mode les plus importants au monde, il y a eu très peu d’unification au sein de cette industrie, dû au fait que la majorité des marques soient très familiales et fragmentées.

### Résultats
En rétrospection, les acquisitions de Rosso peuvent largement être considérées comme des succès aussi bien sur le plan financier qu’artistique. Pour Staff International, le chiffre d’affaires est passé de 25 millions d’euros à 200 millions en quelques années d’acquisition. Alors que Dsquared2 a émergé de son statut underground à celui de marque reconnue en 2003, Rosso est crédité comme l’un des acteurs clés du succès de la marque et en 2009, le quotidien anglais The Times attribue à Renzo le mérite du statut de marque désormais mondialement reconnue.
En plus, beaucoup de designers respectent Rosso pour avoir respecté leur liberté créative. En 2005, Martin Margiela lui-même confie dans une déclaration publique combien il a apprécié travailler avec Rosso. En 2010, Viktor Horsting et Rolf Snoeren de Viktor & Rolf admettent « Rosso est unique en son genre, un businessman mais aussi un grand créatif qui n’interférera jamais avec l’esthétique ou le souci de la qualité. Il est la parfaite combinaison. »

## Style et vision
Renzo Rosso est appelé le « Nicolas Cage du denim » par le magazine culte anglais Pop et « le roi du vêtement casual haut de gamme » par le New York Times.

### Vision créative
Dans son idée originelle pour Diesel, Renzo Rosso explique : « Je suis né dans les années 50 et j’ai grandi avec le « rêve américain » plein la tête et plein les yeux : James Dean, Marlon Brando, Coca-Cola , et, bien sûr, le jean. J’étais totalement fasciné par ce monde, comme beaucoup d’autres jeunes à mon époque. Donc quand j’ai créé Diesel, cela m’a paru naturel de me concentrer sur un produit que je ressentais comme proche de moi et de mon état d’esprit». Après que Renzo Rosso ait acquis le contrôle total de Diesel en 1985, il commence à se concentrer sur des jeans traités à la main, c’est-à-dire au tissu « vieilli » en le frottant avec des pierres et du papier de verre.

### Influences
La passion de Renzo Rosso pour les produits vintages se retrouve de manière depuis qu’il a pris en charge la compagnie en 1985. Dans les premières collections Diesel apparues dans les années qui suivirent l’acquisition, Renzo Rosso mixait des éléments de la culture vintage américaine aussi bien puisés dans la science-fiction que dans le Wild West, allant de vieux détergents à des objets trouvés dans des friperies pour les accessoires. Ce style crée ainsi une meilleure atmosphère pour les collections, la décoration des magasins et les campagnes publicitaires. Dans une interview donnée à Women's Wear Daily, Renzo Rosso a un jour confié « Je ne crois pas au concept de nouveauté. Un vieil objet à plus de charme qu’un nouveau, de même pour les magasins, même lorsqu’elles sont nouvelles, elles ne doivent pas en avoir l’air. » C’est également son gout pour ce vintage devenu l’environnement de Diesel qui lui a permis une aussi bonne entente avec l’esprit et l’esthétique de Maison Margiela, qui utilise des éléments vintages dans toutes ses collections depuis 1989.
À côté du vintage, Renzo Rosso parle également de sa famille comme sa plus grande inspiration, mais il admire également le monde de la mode de rue, et la culture populaire en confiant qu’il trouve le temps de lire environ 150 magazines par mois afin de rester au courant l’actualité.

## Vie professionnelle

### Autobiographies
Dans sa vie, Rosso a publié 4 livres, respectivement intitulés 'Forty' (Diesel, 1996), 'Fifty' (Gestalten Verlag, 2005) and 'Be Stupid: For Successful Living' (Rizzoli, 2011) et 'Radical Renaissance 55+5" (Assouline, 2016). Publiés en anglais, italien, allemand, japonais et coréen “Be Stupid: For Successful Living” (“Soit Stupide : Pour une vie plein de succès”) est un manuel pratique et théorique de conseils commerciaux qui relate l’expérience de Renzo Rosso en tant que entrepreneur créatif, où il explique comment le courage de prendre des décisions osées et l’habilité de voir les choses pour ce qu’elles pourraient devenir l’a aidé à construire une entreprise accomplie. A ainsi suivi le concept de la campagne récompensée Diesel “Be Stupid” de 2009, fondée sur une philosophie que Rosso a conservé toute sa vie et carrière.
Publié à l’occasion des 40ème et 50ème anniversaires respectifs de Renzo Rosso, 'Forty' et 'Fifty' rappellent les moments clés de l’histoire de Diesel, de ses débuts dans les "jeans et vêtements de travail" suivi par ses années de publicités innovantes jusqu’à son positionnement premium actuel. 'Fifty ' comporte la contribution du Dalai Lama, Vivienne Westwood, Paul Smith, Alexander McQueen, Maison Martin Margiela, Bono, Vincent Gallo, Naomi Campbell, Terry Jones, Kevin Roberts, Peter Saville, Dazed & Confused, Numéro et Vogue.
'Radical Renaissance 55+5' retrace l'évolution passionnante des marques de son groupe en mélangeant l'histoire avec des photographies provocantes, leurs campagnes publicitaires les plus provocantes,-mesures et des images de l'envers du décor encore jamais dévoilées. Cet ouvrage explore le monde de grand visionnaires du design dont Martin Margiela, Nicola Formichetti, John Galliano, Consuelo Castiglioni, Viktor Horsting et Rolf Snoeren.

### Style managérial
À la suite de sa prise en charge de Diesel en 1985, Rosso met tout en œuvre pour construire une équipe de designers internationaux et partageant le même état d’esprit que lui. Par la suite, et toujours depuis que Diesel s’est établi sur le marché international, Rosso a toujours attribué le succès de la compagnie au dur travail de son équipe. Alors que Diesel est élu "Annonceur de l’année" au Cannes Lions International Advertising Festival en 1998, Rosso décide de faire une blague aux organisateurs : quand il est appelé à monter sur scène, il surprend les 3000 invités en amenant toute son équipe créative avec lui sur le podium, tous habillés de la même manière et portant tous une perruque identique reproduisant les cheveux frisés de leur directeur. Avant d’accepter la récompense, il présente toute l’équipe personne par personne au public, et explique que ce prix revient en réalité à toute son équipe de travail et pas juste à lui-même.
Rosso fait souvent référence à la compagnie comme "son autre famille" et emploiera jusqu’à la fin des années 90 les nouveaux employés eux-mêmes, cherchant en général des personnes créatives dans des endroits inattendus en leur proposant simplement de venir travailler avec lui. Depuis 2000, Rosso utilise son partenariat avec ITS comme méthode pour débaucher de nouveaux jeunes designers de talents, en accueillant le designer gagnant aux bureaux de design du siège de l’entreprise pour un stage payé de 6 mois.
Tout au long de sa carrière, Rosso a encouragé ses employés à se sentir libre de s’exprimer, et oser prendre des décisions risquées. Dans le livre Fifty, le style managérial de Rosso est expliqué par des employés de Diesel : "Il vous écoute et apprécie chacune de vos suggestions, même s’il reste notre patron, il n’est pas du tout rigide. Le concept entier de la marque se base sur la liberté et l’auto-expression, il essaye donc nous laisser nous exprimer à travers notre travail."
Au cours des années 2000, Rosso est connu pour organiser des soirées pour ses employés et ses fans, afin de les remercier pour leur contribution au succès de l’entreprise. En septembre 2003, à l’occasion du 25ème anniversaire de la société, Rosso et Diesel organisent un grand événement pour leurs employés et les habitants du village natal de Rosso, Bassano del Grappa, 25 000 mètres carrés de parking sont alors transformés en un “Dieseland” pour un Festival de 15 heures performé entre autres par Moby, Jovanotti, Puppetmastaz et DJ Yoda, L’événement a attiré plus de 40 000 visiteurs dont Naomi Campbell, qui s'était spécialement déplacée pour l'occasion.
En octobre 2008, peu de temps avant le 30ème anniversaire de Diesel, Rosso demande à la compagnie de "montrer au monde une bonne fois pour toutes ce qu’est une vraie soirée" créant ainsi un événement massif prenant place dans 17 différentes villes mondiales majeures pendant 24 heures. Y ont performé des artistes comme M.I.A., Chaka Khan et N.E.R.D.,il y a eu plus de 80 000 participants et au-dessus d’un million de vues en ligne ont été comptabilisées.
En 2010, Rosso organise une autre grande soirée pour la crémaillère du nouveau siège de la société à Breganze, où tous les employés de ce dernier étaient conviés 137 En ce qui concerne la musique, l’ambiance de la soirée, ayant accueilli plus de 1000 invités, a été animée par quelques amis personnels et artistes préférés de Monsieur Rosso incluant Wyclef Jean, Pharrell Williams et Jovanotti.

### Stratégies commerciales
Renzo Rosso est salué par le New York Times pour son « esprit d'innovation permanent » et par le Business Week  pour avoir réussi « un des plus grands succès marketing de l’histoire du monde de la mode ». Depuis les premières campagnes Diesel en 1991, son approche irrévérencieuse a choqué le monde de la publicité, a gagné de nombreuses distinctions. Diesel a ajouté une touche d’humour au marketing de la mode, en commençant avec une campagne photographiant des personnes exagérément en surpoids portant des jeans Diesel.
Au début des années 1990, Renzo Rosso décide de réduire les points de vente de la marque de 10 000 à 5 000 dans le but d’obtenir un meilleur contrôle.

### Investissements
A la fin des années 2000, Rosso commence à investir à travers sa société privée d’investissements, Red Circle S.R.L. Cela, ajouté à la croissance florissante d’OTB a mené les médias à carrément le comparer aux hommes d'affaires français Bernard Arnault et François Pinault, les présidents respectifs des groupes LVMH et Kering qui possèdent la plupart des marques leaders de l’industrie du luxe. Cependant, dans une interview d’avril 2011 pour le quotidien italien Corriere della Sera, Rosso assure qu’il n’a jamais eu pour intention de suivre leur chemin, mais qu’il voulait plutôt construire un groupe « plus démocratique », presque une alternative aux autres : "J’ai un grand respect pour le luxe, un secteur qui va très bien, mais qui est trop conservateur. Mon rêve serait alors de trouver le point de rencontre avec les marques des nouvelles générations, qui seront les leaders de demain."
Le premier investissement de Rosso avec Red Circle S.R.L a été fait en mars 2009, lorsqu’il rachète 4,9 % de Yoox, un site multimarques de vente en ligne. Au printemps 2011, il élargit ses parts à 6 % et annonce plus tard qu’il chercherait à en acheter plus si quelqu’un était prêt à en revendre.
En avril 2011, Rosso achète 20 % d’actions de la pépinière de start-ups  H-Farm. Cet investissement fut l’un des premiers investissements dans lesquels un homme d'affaires de l’industrie de la mode, choisit d’investir sur le marché du high-tech. Fondée en 2005 et basée à l’extérieur de Venise, H-Farm fait fructifier les investissements dans de nouvelles start-ups,

## Philanthropie

### La Fondation Only The Brave
En 2008, Rosso lance la Fondation Only The Brave, une organisation à but non lucratif. A l’origine dédiée à rétablir un équilibre pour les jeunes défavorisés du Nord Est de l’Italie, Renzo Rosso a finalement élargit cet objectif à plusieurs pays d’Afrique. Bien que Rosso ne soit pas bouddhiste, il confesse cependant en 2008 avoir été inspiré pour la création de sa fondation après avoir rencontré sa Sainteté le Dalaï-lama en 2005, qui aurait suggéré à Monsieur Rosso d’utiliser ses ressources dont il bénéficie en tant qu’entreprise mondiale pour faire quelque chose pour aider les personnes dans le besoin,.
Depuis sa création, l’Only The Brave Foundation a investi 11 millions d’euros dans plus de 170 projets, améliorant la qualité de vie de plus de 180 000 personnes dans le monde. 
Plus tard en 2009, Rosso est nommé porte-parole mondial des Millennium Development Goals aux Nations Unies lors du Millennium Development Goals Summit. Ont également reçu ce titre la même année : le musicien sénégalais et ambassadeur de l’UNICEF Youssou Ndour, le fondateur de Microsoft Bill Gates, le musicien et activiste Bob Geldof, la Reine Rania de Jordanie, le Prix Nobel Muhammad Yunus,et le philantropiste Ted Turner, et d’autres. Créée en 2005, Millenium Promise est l’association non lucrative internationale consacrée à la réussite des Millennium Development Goals dont l’objectif était de diviser par deux l’extrême pauvreté en 2015.

### Brave Circle
Le 26 juillet 2012, Rosso ouvre le fond Brave Circle pour venir en aide aux personnes touchées par le tremblement de terre d’Emilia-Romagna en Italie. Avec un investissement personnel de 5 millions d’euros, le fond est dédié à la mise en place d’un projet de microcrédits ouverts aux locaux et PME nécessitant d’une aide financière pour reconstruire leurs foyers et locaux qui, sans cela, n’auraient pas eu accès à ce système bancaire en temps normal à cause d’une trop faible garantie. Lors de son lancement, Rosso explique que le but était de lever "entre 700 et 800 projets allant de 5 000 à 50 000 euros chacun" et explique qu’il sera développé en collaboration avec l’association Etimos, une organisation à but non lucratif basée en Italie, déjà expérimenté en microfinance.
À la suite de cette donation, Rosso rapporte au journal italien Corriere della Sera, "J’ai été ému par la volonté des habitants d’Emilia-Romagna de retourner immédiatement au travail après la catastrophe. En tant qu’entrepreneur et promoteur de l’entrepreneuriat social,j’ai décidé d’aider cette population avec ce que je sais le mieux faire : stimuler une coresponsabilité durable. Cette activité est extrêmement moderne car elle se manifeste par une aide concrète d’un entrepreneur à un autre et aux familles, pas dans une simple perspective de bien-être mais à travers un outil financier exaltant les capacités et la créativité des personnes qui en bénéficient."
Ce don a été aussi bien reçu par la presse nationale, et internationale,, que sur les réseaux sociaux, qui présentent Rosso comme le premier entrepreneur d’Italie qui aide les autres entrepreneurs par l’utilisation de microcrédits.

### Rialto
Le 14 décembre de la même année, le New York Times rapporte que Rosso donnera 5 millions d’euros pour la restauration du célèbre pont vénitien de Rialto. La donation se fera à travers le groupe de Rosso, OTB. À la suite de ce don, Alessandro Maggioni, le conseiller municipal chargé des travaux publics de la ville de Venise, annonce : Modèle:Xitation
Construit en 1592, le pont n’avait pas été restauré depuis 1975.

### Autres projets
Depuis 2010, Rosso s’est également personnellement investi dans des projets localisés en Vénétie, sa région natale au Nord Est de l’Italie. En mettant notamment en place, un réseau Wi-Fi et des projets de restauration de sa ville de naissance, Bassano del Grappa.

## Prix et récompenses
Depuis le début des années 1990, Rosso a été régulièrement primé dans la mode, le business et la publicité. .
En 2015, Renzo Rosso reçoit de la part de l'Université de Rome « Tor Vergata », un Doctorat honorifique en business et économie. Il a ainsi été reconnu pour ses efforts et qualités d’entrepreneur. WWD rapporte d’ailleurs que ce serait en partie dû au fait de sa capacité à influencer positivement et à grande échelle l’intuition, l’imagination et la pensée des individus, leur offrant au passage un style et une manière de s’habiller, donnant ainsi de la valeur au territoire sur lequel il travaille”.
En octobre 2011, Rosso a été décoré Cavaliere del Lavoro par le Président de la République italienne, Giorgio Napolitano. La cérémonie s’est déroulée à la Quadriennale à Rome et diffusée en direct sur la RAI italienne.
En 2010, Rosso a été nommé porte-parole mondial des Millenium Development Goals, département de Millenium Promise par les Nations Unies à New York.
En 2006, Hollywood Life magazine récompense Rosso du prix "Fashion Visionary" à Los Angeles et crédite Diesel de “l’une des marques de mode les plus innovantes."
En 2005, Rosso est nommé “Homme de l’année” par l’édition allemande de GQ;  du Pitti Imagine Award à Florence; du Prix de la Vision Créative dans le Business par le maire de Rome, Walter Veltroni,; et le prix allemand Forum Preis à Heidelberg, pour sa "remarquable personnalité et ses réalisations professionnelles dans l’industrie du textile et de la mode",.
En 2004, Rosso reçoit le prix de l’Entrepreneur International à Suivre, à Monte Carlo. présenté à la Semaine des Investisseurs de Monaco, il récompense les efforts d’un businessman qui représente la vision, l’éthique professionnelle et le courage de prendre des risques particuliers.
En 2003, Rosso reçoit le prix Movieline's Hollywood Life's Annual Breakthrough of the Year Award à Los Angeles, reconnaissant la manière dont Diesel est parvenu à percer le marché américain,.
En 1997, Ernst & Young nomme Rosso “Entrepreneur de l’année” pour la forte croissance de Diesel aux Etats-Unis .
En 1996, Rosso et Diesel reçoivent le prix "Premio Risultati" de "la Meilleure Entreprise Italienne de l’année" par l’ Université de Bocconi à Milan.
Rosso a reçu le grade honorifique de l’University of Verona, en Italie en 2005 et de la  fondation CUOA d'Altavilla Vicentina, Italie, en 2000, qui cite Diesel comme « un des phénomènes entrepreneuriaux des années 1990."

## Vie privée
Depuis le milieu des années 1970, Rosso a toujours vécu à Bassano del Grappa, en Vénétie.[source insuffisante] Dans une interview de 2004 pour CNN, Rosso confie qu’il passe en général son temps libre à jouer au football, courir ou faire du snowboard.
Il est le père de sept enfants et ses deux fils aînés sont actuellement actifs dans le groupe OTB.
En 2001, Rosso commence à produire et vendre du vin et de l’huile d’olive sous son propre nom. Les produits appelés Rosso di Rosso pour le Merlot et le Cabernet Sauvignon), Nero di Rosso pour le Pinot noir, Bianco di Rosso pour le Chardonnay, Grappa di Rosso pour le raisin simple, et Oglio di Rosso pour l'huile d'olive extra-vierge, sont produits sur les 105 hectares de la Ferme Diesel à Marostica, Vénétie, à quelques kilomètres de chez lui.
Renzo Rosso est un collectionneur qui fréquente souvent des expositions tout autour du globe. En plus de posséder des travaux d’Andy Warhol et de l’artiste italien contemporain Francesco Vezzoli, Rosso a toujours poussé Diesel à soutenir de jeunes et talentueux artistes en initiant et sponsorisant une large variété de projets autour de l’art, comme Diesel New Art et Diesel Wall.[source insuffisante]
En 1996, Rosso a été appelé à prendre en charge l’équipe de football de sa ville de naissance, Bassano Virtus 55 S.T. Comme un remerciement au support local qu’il a reçu aux débuts de Diesel, il commence à supporter l’équipe financièrement et accepte de contribuer à la gestion du club. Depuis, l’équipe a évolué avec succès de la division la plus basse d’Italie à la troisième plus haute division du pays, la Lega Pro Prima Divisione.

## Films/Documentaires/Musiques
En 2015, Rosso apparait dans le film-documentaire Marithé + François = Girbaud réalisé par Jérémie Carboni.